# 피터 오스트럼

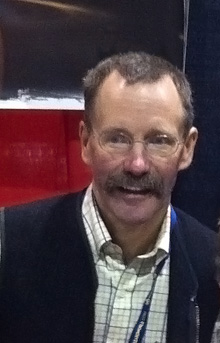

피터 오스트럼(Peter Ostrum, 1957년 11월 1일 ~ )은 미국의 영화배우, 수의사, 연극 배우이다.
댈러스에서 태어났다.

## 영화
- 초콜릿 천국 (1971년)